# 포스포프룩토키네이스
포스포프럭토키네이스(Phosphofructokinase, PFK)는 해당과정의 3단계 반응에 관여하는 효소이다. 프럭토스 6-인산(fructose 6-phosphate,F6P)이 PFK 효소에 의해 프럭토스 1,6-이중인산(fructose 1,6-bisphosphate)으로 변환된다. 이 효소는 ATP 에너지를 사용해서 2번째 인산기를 형성한다.

## 비가역반응
해당과정(glycolysis)의 준비단계(Preparatory phase) 중 유일하게 비가역적인 반응이다. 해당과정의 가역반응인 포도당신생합성(GNG)을 완성하기 위해서는 이 지점에서 과당 1,6-이중인산가수분해효소(fructose 1,6-bisphosphatase)라는 다른 효소의 개입이 필요하다. 한편 포스포프룩토키네이스(PFK)의 비가역적 반응은 세포내에서 AMP 대 ATP 비율에서 ATP 농도가 낮아지거나 AMP 농도가 높아지면 PFK활성이 증가하여 해당과정만을 촉진시킬 수 있으며 그 가역반응에는 관여할 수 없다.

## 같이 보기
- 알돌레이스
- 포스포프럭토키네이스-1
- 포스포프럭토키네이스-2
- 포도당 6-인산 이성질화효소